# 무 대륙

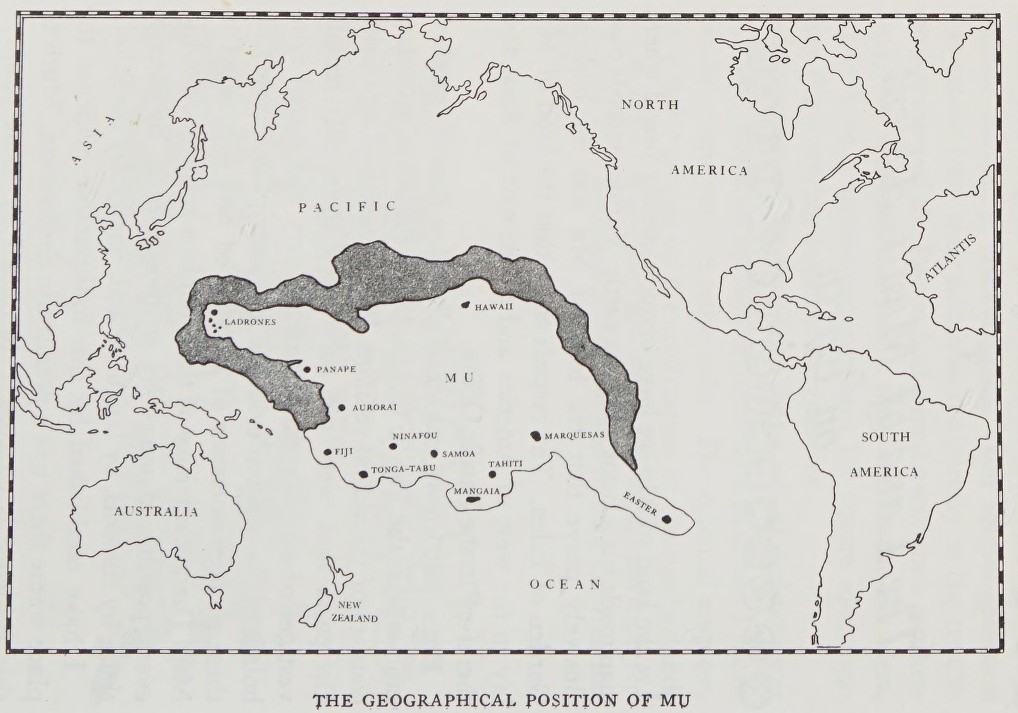

무 대륙(Mu)은 기원전 70000년 경에 남태평양에 존재했다고 이야기되는 가상의 대륙이다. 서쪽으로는 일본의 요나구니섬에서부터 동쪽으로는 칠레의 이스터 섬까지 이어져 있으며 오늘날의 하와이 제도도 원래 무 대륙의 일부로 무 대륙 최북단에 해당되었다. 또한 남쪽으로는 뉴질랜드 북쪽 해안과 인접해있는 엄청난 규모의 대륙이었다.
무 대륙은 3개의 '네시아'(멜라네시아, 미크로네시아, 폴리네시아)가 하나의 대륙이었다는 것을 주장했던 영국의 제임스 처치워드의 저서 '잃어버린 무우(Mu-무)대륙(1926년)'에서 처음 주장된 대륙설이다. 무 대륙은 10개가 넘는 민족이 거주하고 있었으며 인류 역사상 최초의 문명을 이룩했다고 전해진다. 6천 400만 명에 달하는 인구가 무 대륙에 거주했으며 이들은 화산폭발과 지진으로 무 대륙이 가라앉은 기원전 12000년 ~ 기원전 11000년경에 거의 대부분 몰살되었지만 일부는 중국, 러시아, 몽골 등으로 뿔뿔이 흩어져서 오늘날까지 살아가고 있다고 전해진다.
6400만에 이르는 무 대륙의 사람들은 10개의 인종으로 나뉘어 있었는데, 인종 차별은 없었다. 무의 왕권은 튼튼했는데, 광활한 무 대륙에 오직 하나의 정부, 하나의 왕실이 있었다.
무의 국민들은 사회 적응 훈련 교육을 받았는데, 이 교육은 7세부터 21세 혹은 28세까지 행해졌다고도 한다. 이들은 굉장히 진취적이었으며, 항해술도 고도로 발달하여 전 세계의 모든 해양을 항해했다고 한다. 무의 국민들은 태양신을 숭배했는데, 무 대륙이 침몰할때도 사람들은 신전과 사원으로 도망쳐서 태양신에게 기도를 했다고 한다.
허나 이 모든 것은 가설일 뿐 정확히 알려진 증거는 전혀 없다.

## 같이 보기
- 아가르타
- 아틀란티스
- 도거랜드
- 모리티아
- 질랜디아